# درگیری میانمار
شورش‌ها در میانمار از سال ۱۹۴۸ جریان دارد، دورانی که این کشور (که آن زمان به عنوان برمه شناخته می‌شد) از بریتانیا استقلال یافت. این درگیری عمدتاً مبتنی بر کشمکش قومیتی بوده است و چندین گروه مسلح قومی با نیروهای مسلح میانمار، تاتمادو، برای تعیین سرنوشت خود می‌جنگند. با وجود آتش‌بس‌های متعدد و ایجاد مناطق خودمختار خودمختار در سال ۲۰۰۸، بسیاری از گروه‌های مسلح همچنان خواستار استقلال، افزایش خودمختاری، یا فدرال شدن کشور هستند. این درگیری طولانی‌ترین جنگ داخلی درجریان در جهان است که بیش از هفت دهه ادامه داشته است.

## یادداشت ها
1. ↑  The government of Myanmar refers to all insurgent groups as "ethnic armed organisations", including groups like the All Burma Students' Democratic Front and Communist Party of Burma, which do not fight for a specific ethnic group's interests.[۱]
2. ↑  For the number of fighters in a specific group, see List of ethnic armed organisations.
3. ↑    - 130,000 (1948–2011)[۴]
  - ۵۳۰۰۰+ (از 2011)[۵]